# Saurischia
Saurischia (od grčkog  — „gušter” i  — „zdelica”) su jedan od dva reda dinosaura. Hari Sili je 1888. godine klasificirao dinosaure u dva reda na osnovu strukture njihove zdelice (kuka). Pripadnici reda Saurischia se razlikuju od pripadnika Ornithischia po tome što su zadržali konfiguraciju zdeličnih kostiju svojih predaka.
Svi dinosauri mesožderi (teropodi) su pripadnici ovog reda, kao i jedna od dve glavne linije dinosaura biljoždera, sauropodi. Na kraju perioda krede, svi pripadnici ovog reda (osim ptica) su izumrli. Ptice se, kao direktni potomci grupe teropodnih dinosaura, smatraju podkladusom ovih dinosaura u filogenetičkoj nomenklaturi.

## Opis
Pripadnici Saurischia se razlikuju od pripadnika Ornithischia po građi zdelice, kod koje je preponska kost kod prvih okrenuta prema napred. Kod zdelice drugih, pelvis je zajedno sa pubisom okrenut prema nazad, paralelno sa sedalnom koskom. Zdelica je često imala i kvrgu prema napred.
Struktura zdelice kod Ornithischia je slična zdelici ptica, što je navelo Silija da ih nazove „ptičje-kukovnim” (engl. bird-hipped), ali on nije pretpostavio nikakvu srodnost između njih i ptica. Smatrao je da pripadnici reda Saurischia imaju kukove sličnije gušterima (engl. lizard-hipped), jer su zadržali staru anatomiju zdelice koja se može videti i danas kod guštera.
Međutim, kasnija istraživanja su otkrila da je struktura zdelice kod modernih ptica evoluirala nezavisno od gušterastih dinosaurusa u periodu jure. U ovom primeru konvergentne evolucije, ptice su razvile zdelicu sličnu zdelici Ornithischia, verovatno usled prilagođavanja ishrani biljkama, ili kombinaciji biljki i mesa.

## Klasifikacija
U svom radu u kojem je dao nazive za ove dve grupe, Sili je pregledao prošle klasifikacije koje su stvorili drugi paleontolozi da bi razdelili tradicionalni red Dinosauria. Najviše mu se dopala ideja Otniela Marša iz 1878. godine, po osnovu koje su se delili dinosaurusi u četiri reda: Sauropoda, Theropoda, Ornithopoda, i Stegosauria (ovi nazivi se i danas koriste na sličan način i odnose se na podredove ili kladuse u redovima Saurischia, odnosno Ornithischia).
Sili je, međutim, hteo da formuliše klasifikaciju koja bi ukazivala na jednu glavnu razliku između glavnih grupa dinosaura na osnovu karakteristike po kojoj su se takođe razlikovali od drugih gmizavaca. Otkrio je tu konfiguraciju u kostima zdelice i shvatio da bi se četiri Maršova reda mogla jednostavno podeliti na dve glavne grupe na osnovu ove osobine. Svrstao je Stegosauria i Ornithopoda u Ornithischia, a Theropoda i Sauropoda u Saurischia. Sili je dalje iskoristio ovu glavnu i još mnogo sitnih razlika između ove dve grupe za svoj predlog da dinosaurusi nisu uopšte prirodno grupirani, već da su oni dva različita reda koja su nastala nezavisno jedni od drugih od primitivnih arhosaura. Ovaj koncept da je dinosaurus zastareli izraz za dva različita reda se zadržao tokom mnogih decenija u naučnoj i popularnoj literaturi, sve dok tokom 1960-tih naučnici nisu počeli da razmatraju mogućnost da su Saurischia i Ornithischia srodniji jedni drugima nego arhosaurima.
Iako ovaj koncept više ne prihvata većina paleontologa, Silijeva početna podela na dve grupe dinosaurusa je opstala do danas i podržavaju je moderne kladističke analize srodnosti između dinosaura. Jednu alternativnu hipotezu koja protivreči Silijevoj klasifikaciji je postavio Robert T. Bejker u svojoj knjizi The Dinosaur Heresies (1986). Bakerova klasifikacija deli teropode u zasebnu grupu i stavlja dve grupe dinosaurusa biljoždera (sauropodi i Ornithischia) u grupu koju je nazvao Phytodinosauria. Hipoteza o postojanju Phytodinosauria se jednim delom bazira na navodnoj vezi između Ornithischia i prosauropoda. Ta je ideja nastala na osnovu jedne enigmatične nadporodice koja je, izgleda, imala osobine obe navedene grupe: Therizinosauroidea. Međutim, kasnije je otkriveno da su dinosaurusi iz te porodice zapravo bili neobičan tip teropoda biljoždera, koji su bili u bliskom srodstvu sa pticama, pa je tako hipoteza o postojanju Phytodinosauria netačna.

### Taksonomija
- Red 
  - 
    - Podred 
      - Infrared 
      - Infrared 

    - Podred 
      - Infrared 
      - Infrared 
      - Infrared 
      - Infrared 
      - Infrared 
      - Infrared

Uz to, rodovi Teyuwasu i Agnosphitys možda predstavljaju rane pripadnike Saurischia ili primitivnije nedinosaure.